# Berdi Beg
Berdi Beg (zm. 1359) – dwunasty chan Złotej Ordy w latach 1357-1359.

## Życiorys
Był synem Dżany Bega. Zamordował ojca namówiony przez wpływowego wodza Togłu-beja. Nie wszyscy wodzowie tatarscy uznali jego władzę. Przeciwko Berdi Begowi wystąpił jego brat Kulpa. Berdi Beg został zamordowany. Jego nieznana z imienia córka była żoną Mamaja.